# Merodon brevis
Merodon brevis är en tvåvingeart som beskrevs av Paramonov 1925. Merodon brevis ingår i släktet narcissblomflugor, och familjen blomflugor.
Artens utbredningsområde är Armenien. Inga underarter finns listade i Catalogue of Life.